# 이리남초등학교
이리남초등학교는 대한민국 전북특별자치도 익산시에 있는 공립 초등학교이다.

## 학교 연혁
- 1951. 02. 10 이리송학초등학교 목천분교장으로 개교
- 1953. 02. 16 제1대 김종석 교장
- 1953. 07. 01 이리남국민학교 개교
- 1957. 04. 01 6학급 편성(256명)
- 1979. 03. 01 10학급 편성(400명)
- 1986. 10. 30 시지정 시범학교 운영보고회
- 1996. 03. 01 이리남초등학교 개칭
- 2001. 10. 15 서편동사 개축
- 2002. 09. 18 도지정미술과교육연구학교공개
- 2006. 03. 01 방과후학교 연구학교 지정
- 2006. 03. 01 7학급편성(139명)
- 2009. 03. 01 U-러닝 선도학교 운영
- 2011. 10. 30 도지정 e-러닝 연구학교 보고회
- 2015. 02. 13 제61회 졸업식(총2,556명)
- 2015. 03. 01 5학급 편성
- 2015. 09. 01 제24대 박창순 교장 부임

## 참고 자료
- 이리남초등학교 - 한국교육학술정보원 학교알리미